# Emofilia nelle famiglie reali europee

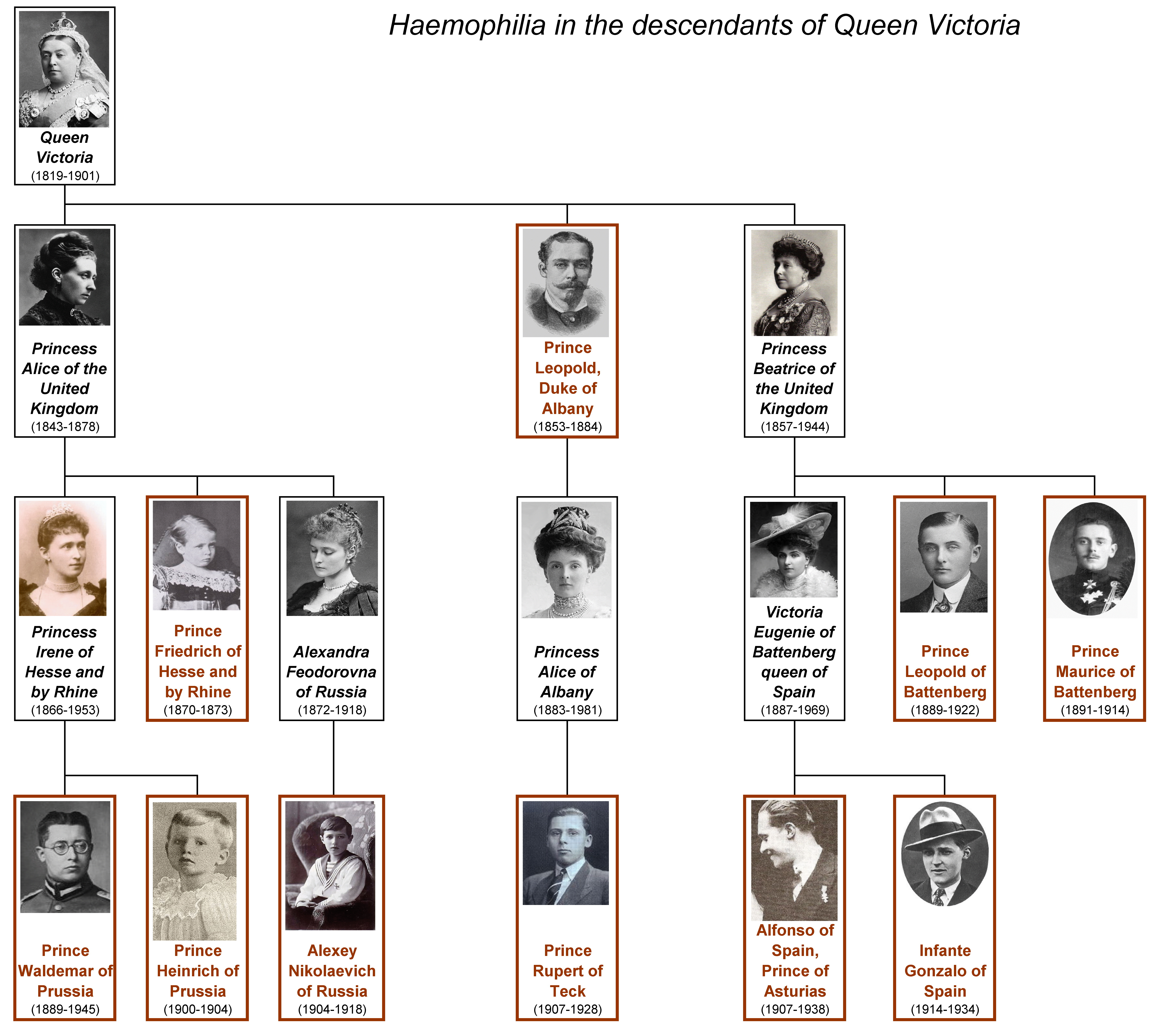
I membri della famiglia della regina Vittoria malati di emofilia.

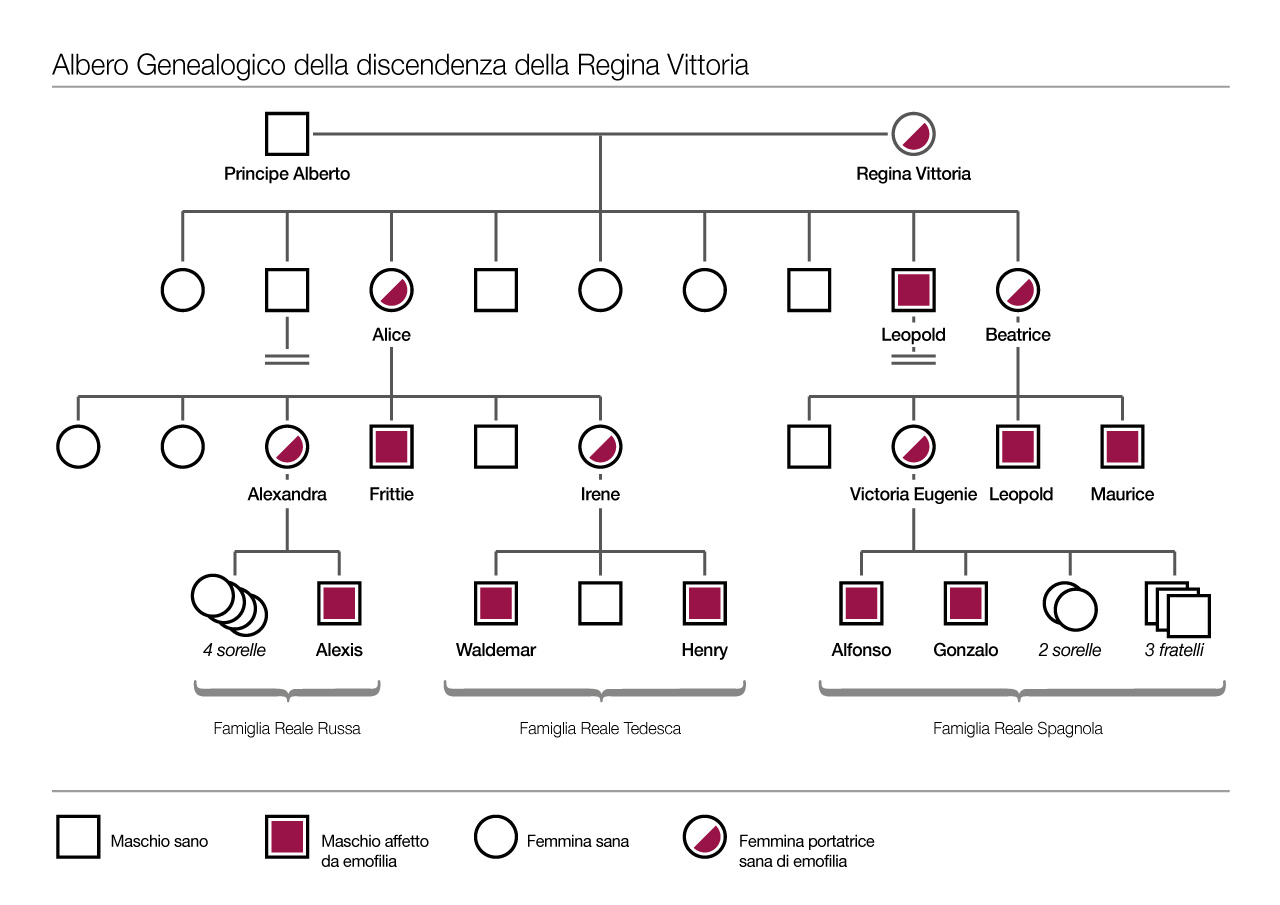
Mappa schematica dei discendenti della regina Vittoria con messi in evidenza coloro che erano portatori o malati di emofilia.

L'emofilia ebbe un ruolo di primo piano nella storia delle famiglie reali europee nei secoli XIX e XX. La regina Vittoria del Regno Unito, attraverso due delle sue cinque figlie, la principessa Alice e la principessa Beatrice, trasmise la mutazione in varie case reali di tutto il continente, comprese le famiglie reali di Spagna, Germania e Russia. Anche l'ottavo figlio di Vittoria, il principe Leopoldo, duca di Albany, soffriva della malattia. Per questo motivo, l'emofilia era una volta popolarmente chiamata "la malattia reale". Test condotti sui resti della famiglia imperiale dei Romanov mostrano che la forma specifica di emofilia trasmessa dalla regina Vittoria era probabilmente la relativamente rara emofilia B.
L'emofilia è generata da un disturbo del cromosoma X e si manifesta quasi esclusivamente nei maschi, anche se la mutazione genetica che causa il disturbo, trovandosi nel cromosoma X, può essere trasmesso dalla madre nei maschi e sia dalla madre che dal padre nelle femmine. Il gene è recessivo, il che significa che è necessaria solo una copia correttamente funzionante del gene del fattore della coagulazione del sangue perché il soggetto sia sano. Le femmine hanno due cromosomi X, e quindi copie ridondanti del gene del fattore della coagulazione del sangue. Una femmina che eredita una copia mutata su un cromosoma X ha anche ereditato un secondo cromosoma X dall'altro genitore che probabilmente trasporterà una copia non mutata del gene in grado di fare sì che il soggetto sia dunque sano e che la coagulazione avvenga in modo appropriato. Una tale femmina, con normale coagulazione, ma in possesso di una singola copia mutata del gene, è chiamata portatrice. I maschi possiedono un singolo cromosoma X, ereditato dalla madre, e ricevono dal padre un cromosoma Y anziché un secondo cromosoma X. Se il loro unico cromosoma X contiene la mutazione dell'emofilia, non possiedono una seconda copia che possa fornire la normale funzione, come nelle portatrici. Ogni figlio di un portatore avrà una probabilità del 50% di ereditare la mutazione della madre e quindi di essere emofiliaco (i maschi) o portatrici (le femmine). La figlia di un maschio emofiliaco eredita sempre la sua mutazione, mentre un figlio non lo eredita mai. Una femmina è affetta da emofilia solo nella rara circostanza in cui erediti cromosomi X mutati sia da un padre emofiliaco che da una madre portatrice. Nessun caso di tale doppia eredità è noto tra i discendenti della regina Vittoria.
Sebbene l'emofilia di un individuo di solito possa essere rintracciata negli antenati, in circa il 30% dei casi non esiste una storia familiare del disturbo e si ipotizza che la condizione sia il risultato di una mutazione spontanea in un ascendente più recente. Sembra che Vittoria possa aver subito una mutazione spontanea ed è generalmente considerata la fonte della malattia nei casi moderni di emofilia tra i suoi discendenti. Il padre della regina Vittoria, il principe Edoardo, duca di Kent e Strathearn, non era emofiliaco e la probabilità che sua madre avesse avuto un amante che soffriva di emofilia è bassissima data la scarsa aspettativa di vita degli emofiliaci nel XIX secolo. Sua madre, Vittoria di Sassonia-Coburgo-Saalfeld, non era nota per avere una storia familiare della malattia, anche se è possibile che fosse una portatrice. Tra i suoi figli solo la primogenita Vittoria ricevette la copia mutata. È noto che il tasso di mutazione spontaneo aumenta con l'età paterna e il padre della sovrana aveva 51 anni alla nascita della figlia.
La figlia maggiore della regina, l'imperatrice Vittoria, apparentemente sfuggì al gene dell'emofilia poiché non appare in nessuno dei suoi discendenti matrilineari. La quinta figlia della sovrana, Elena, potrebbe essere stata una portatrice; due figli sani sopravvissero all'età adulta, ma altri due figli morirono durante l'infanzia e le sue due figlie non ebbero problemi. La sesta figlia di Vittoria, Luisa, non ebbe figli. I figli della regina, Edoardo, Alfredo e Arturo, non erano emofiliaci. Le principesse Alice e Beatrice, furono confermate come portatrici del gene. Il principe Leopoldo invece soffriva di emofilia e sua figlia, Alice, era quindi una portatrice sana.

## Discendenti della regina Vittoria
Vittoria, imperatrice di Germania (1840–1901). Figli: Guglielmo II; Carlotta, duchessa di Saxe-Meiningen; Enrico, principe di Prussia; Sigismondo, principe di Prussia; Vittoria, principessa di Schaumburg-Lippe; Waldemar, principe di Prussia; Sofia, regina degli Elleni, Margherita, langravia di Assia-Kassel.
Edoardo VII del Regno Unito (1841–1910). Figli: Alberto Vittorio, duca di Clarence e Avondale; Giorgio V del Regno Unito; Luisa, principessa reale; Vittoria, principessa del Regno Unito; Maud, regina di Norvegia; Alessandro Giovanni.
Alice, granduchessa d'Assia e del Reno (1843–1878) Figli: Vittoria, marchesa di Milford Haven; Elisabetta, granduchessa Elizaveta Feodorovna di Russia; Irene, principessa di Prussia; Ernesto Luigi, Granduca d'Assia; Federico, principe d'Assia e del Reno; Alice, imperatrice Alessandra Feodorovna di Russia; Maria, principessa d'Assia e del Reno.
Alfredo, duca di Sassonia-Coburgo-Gotha (1844-1900). Figli: Alfred, principe ereditario di Sassonia-Coburgo-Gotha; Maria, regina di Romania; Vittoria Melita, granduchessa di Russia; Alessandra, principessa di Hohenlohe-Langenburg; Beatrice, duchessa di Galliera.
Elena, principessa di Schleswig-Holstein (1846–1923). Figli: Cristiano Vittorio, principe Schleswig-Holstein; Alberto, duca di Schleswig-Holstein; Elena Vittoria, principessa Schleswig-Holstein; Maria Luisa, principessa Schleswig-Holstein; Harald, principe di Schleswig-Holstein.
Luisa, duchessa di Argyll (1848–1939). Non ebbe figli.
Arturo, duca di Connaught e Strathearn (1850–1942). Figli: Margherita, principessa della Corona di Svezia; Principe Arturo di Connaught; Principessa Patrizia, lady Ramsay.
Leopoldo, duca di Albany (1853–1884). Figli: Alice Maria, contessa di Athlone; Carlo Edoardo, duca di Sassonia-Coburgo-Gotha.
Beatrice, principessa Enrico di Battenberg (1857–1944). Figli: Alessandro, I marchese di Carisbrooke; Vittoria Eugenia, regina di Spagna; Leopoldo; Maurizio

## Figli della regina Vittoria che trasmisero il gene dell'emofilia e loro discendenza

### Principessa Alice
Alice, granduchessa d'Assia e del Reno (1843–1878), terza figlia di Vittoria e moglie del futuro granduca Luigi IV d'Assia e del Reno (1837–1892), trasmise l'emofilia ad almeno tre dei suoi figli: Irene, Federico e Alice.
- La principessa Vittoria, marchesa di Milford Haven (1863-1950), moglie del principe Luigi di Battenberg (1854-1921) e nonna materna del principe Filippo, duca di Edimburgo, apparentemente non era una portatrice.
- La principessa Elisabetta d'Assia e del Reno (1864–1918), in seguito granduchessa Elizaveta Fëdorovna di Russia, attraverso il suo matrimonio con il granduca Sergej Aleksandrovič Romanov (1857–1905), potrebbe essere stata una portatrice. In seguito all'assassinio di suo marito si fece monaca. Non ebbe figli. Fu uccisa dai bolscevichi nel 1918.
- La principessa Irene d'Assia e del Reno (1866-1953), in seguito principessa Enrico di Prussia, attraverso il suo matrimonio con il principe Enrico di Prussia (1862-1929), lo trasmise a due dei suoi tre figli:
  - Il principe Valdemaro (1889–1945). Visse fino all'età di 56 anni e non ebbe figli.
  - Il principe Enrico (1900–1904). Morì all'età di 4 anni.
- Il principe Federico d'Assia e dal Reno (1870-1873). Morì prima del suo terzo compleanno di emorragia cerebrale, alcune ore dopo una caduta di sei metri da una finestra (che quasi sicuramente non sarebbe stata fatale se non avesse avuto l'emofilia)[3].
- La principessa Alice d'Assia e del Reno (1872-1918), imperatrice Aleksandra Fëdorovna di Russia dopo il matrimonio con lo zar Nicola II di Russia (1868-1918). Ebbe una proposta di matrimonio da suo cugino di primo grado, il principe Alberto Vittorio, duca di Clarence e Avondale (1864-1892), figlio maggiore dell'allora principe di Galles Edoardo. Se avesse accettato, l'emofilia sarebbe potuta tornare nella linea diretta di successione del Regno Unito.
  - La granduchessa Maria (1899-1918), terza figlia della coppia è ritenuta da alcuni una portatrice sintomatica perché perse molto sangue durante una tonsillectomia.[4] I test del DNA effettuati sui resti della famiglia Romanov nel 2009 dimostrarono che una delle quattro figlie, ritenuta essere Maria dai ricercatori americani e Anastasia dai ricercatori russi, era in effetti portatrice del gene.[1]
  - Lo zarevic Alessio (1904-1918) era emofiliaco e fu assassinato con la sua famiglia dai bolscevichi all'età di 13 anni. La sua malattia fu uno dei fattori che contribuirono al crollo della Russia imperiale.[5]
- La principessa Maria d'Assia e del Reno (1874-1878), settima e ultima figlia di Alice, potrebbe essere stata o meno una portatrice. Morì di difterite all'età di quattro anni.

### Principe Leopoldo
Leopoldo, duca di Albany (1853–1884), ottavo figlio di Vittoria, fu il primo membro della famiglia a manifestare i sintomi dell'emofilia. Morì a 30 anni per un'emorragia dopo una piccola caduta, appena due anni dopo aver sposato la principessa Elena di Waldeck e Pyrmont (1861-1922).
Passò il gene alla sua unica figlia, poiché tutte le figlie di un padre emofiliaco ereditano il gene:
- la principessa Alice di Albany (1883–1981), in seguito contessa di Athlone, a sua volta lo trasmise al figlio maggiore:
  - il principe Rupert di Teck (1907-1928), morto all'età di 20 anni per emorragia dopo un incidente d'auto.

Il figlio minore di Alice, il principe Maurizio di Teck, morì durante l'infanzia, quindi non si sa se fosse malato. Lady May Abel Smith (1906–1994), figlia di Alice e nipote di Leopoldo, ha dei discendenti viventi e nessuno di loro è noto per l'avere o aver trasmesso l'emofilia.
Il figlio postumo di Leopoldo, Carlo Edoardo (1884-1954) non era emofiliaco poiché un padre non può passare il gene a un figlio maschio.

### Principessa Beatrice
Beatrice (1857–1944), nona e ultima figlia di Vittoria, moglie del principe Enrico di Battenberg (1858–1896), trasmise l'emofilia ad almeno due, se non tre, dei suoi quattro figli:
- la principessa Vittoria Eugenia di Battenberg (1887-1969), in seguito regina di Spagna attraverso il suo matrimonio con il re Alfonso XIII (1886-1940), lo trasmise a sua volta a:
  - Alfonso, principe delle Asturie (1907-1938). Morì all'età di 31 anni per emorragia dopo un incidente d'auto.
  - Gonzalo (1914–1934). Morì all'età di 19 anni per emorragia dopo un incidente d'auto.
  - Le due figlie di Vittoria Eugenia, le infante Beatrice (1909–2002) e Maria Cristina (1911–1996), hanno entrambe discendenti viventi e nessuno di loro è noto per l'avere o aver trasmesso l'emofilia.
- il principe Leopoldo Mountbatten (1889–1922). Morì a 32 anni durante un'operazione al ginocchio.
- il principe Maurizio di Battenberg (1891-1914). Fu ucciso in azione durante la prima guerra mondiale all'età di 23 anni. L'emofilia di Maurizio è contestata da varie fonti: sembra improbabile infatti che un emofiliaco noto potesse servire nell'esercito.

## Situazione attuale
Nessun membro vivente delle dinastie regnanti presenti o passate in Europa è noto per avere sintomi dell'emofilia o si ritiene che sia portatore del gene. L'ultimo discendente di Vittoria noto per soffrire della malattia fu l'infante Gonzalo, nato nel 1914, sebbene dozzine di discendenti della regina Vittoria (compresi i maschi discendenti solamente in linea femminile) siano nati dopo il 1914. Tuttavia, poiché il gene dell'emofilia di solito rimane nascosto nelle femmine che ereditano il gene da un solo genitore e le discendenti femminili di Vittoria hanno lasciato molti discendenti nelle famiglie reali e nobili, rimane una piccola possibilità che la malattia possa riapparire, in particolare tra i discendenti spagnoli della linea femminile della principessa Beatrice.

## Ordine cronologico dei decessi causati dall'emofilia
La regina Vittoria morì nel 1901 e vide quindi il suo figlio più giovane e un nipote morire per la malattia. Anche a un pronipote fu diagnosticata l'emofilia quando la regina era in vita. Il gene può essere trasmesso lungo la linea femminile senza la nascita di un figlio emofiliaco ma dato che la linea familiare continua e non nascono figli emofiliaci, diventa meno probabile che un certo antenato abbia il gene e lo trasmetta attraverso la linea femminile.
| # | Nome                                 | Data di morte    | Relazione di parentela con la regina Vittoria |
| - | ------------------------------------ | ---------------- | --------------------------------------------- |
| 1 | Federico Guglielmo d'Assia-Darmstadt | 29 maggio 1873   | nipote                                        |
| 2 | Leopoldo, duca di Albany             | 28 marzo 1884    | figlio                                        |
| 3 | Enrico di Prussia                    | 26 febbraio 1904 | nipote                                        |
| 4 | Leopoldo Mountbatten                 | 23 aprile 1922   | nipote                                        |
| 5 | Rupert di Teck                       | 15 aprile 1928   | pronipote                                     |
| 6 | Gonzalo di Borbone-Spagna            | 13 agosto 1934   | pronipote                                     |
| 7 | Alfonso di Borbone-Spagna            | 6 settembre 1938 | pronipote                                     |
| 8 | Valdemaro di Prussia                 | 2 maggio 1945    | pronipote                                     |

## Scoperta del tipo di emofilia
Poiché l'ultimo discendente della regina Vittoria affetto da emofilia morì negli anni '40, il tipo esatto di emofilia della quale soffrivano i suoi discendenti rimase sconosciuto fino al 2009. Usando l'analisi genetica dei resti della famiglia imperiale russa assassinata dai bolscevichi, e in particolare quelli dello zarevic Alessio, Rogaev e il suo team, furono in grado di determinare che la "malattia reale" è in realtà l'emofilia B. In particolare, trovarono una mutazione a un singolo nucleotide nel gene per la coagulazione del fattore IX che causa una giunzione errata dell'RNA e produce una proteina troncata e non funzionale.